# Gregorio Fernández (canónigo)
Gregorio Fernández (Alcalá de Henares, siglo XV - Alcalá de Henares, 15 de noviembre de 1518) fue canónigo de la Colegiata de los Santos Justo y Pastor. El Cardenal Cisneros le encargó la construcción del Convento de san Juan de la Penitencia de Alcalá de Henares. 

## Biografía
Gregorio Fernández nació en Alcalá de Henares, en donde fue sacerdote en la Iglesia de Santa María la Mayor. En enero de 1493 fue nombrado racionero, y posteriormente canónigo de la Colegiata de los Santos Justo y Pastor (actual Catedral Magistral de Alcalá). También fue capellán de la Reina, y notario apostólico.
A finales del siglo XV, el Cardenal Cisneros le encomendó la construcción y administración, en la ciudad complutense, del Convento de san Juan de la Penitencia, el Hospital para Mujeres de Alcalá y el Colegio de Doncellas de Santa Isabel. Complejo situado en la calle de San Juan, que empezó a funcionar en 1509.
Testamentó el 15 de noviembre de 1518.

## Sepulcro

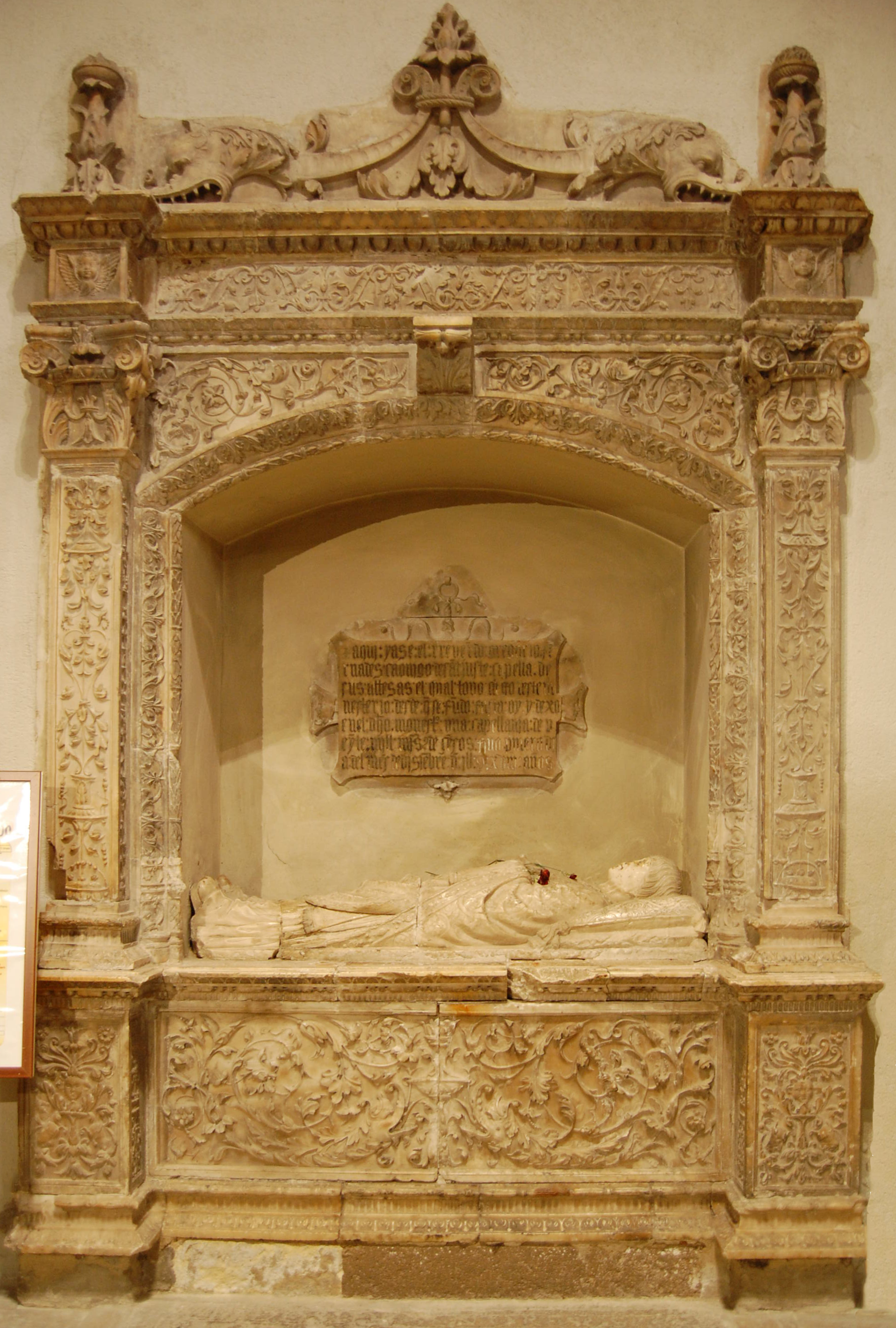
Sepulcro de Gregorio Fernández en la Catedral de Alcalá de Henares.

Gregorio Fernández eligió la capilla del Convento de San Juan de la Penitencia para su enterramiento, donde ordenó construir su sepulcro de estilo plateresco. Consta de un arco de piedra labrada, y una tumba con su figura yacente en alabastro. Pero en 1884, este convento fue abandonado por su estado ruinoso. Entonces, la  sepultura fue trasladada a la Magistral alcalaína e instalada en su girola, donde continua actualmente.
Hubo un incendio en julio de 1936, durante la Guerra Civil Española, que originó daños en el sepulcro (perdida de las manos y nariz). Por lo que, a principios de 1938, fue traslado temporalmente al Museo Arqueológico Nacional en Madrid, para protegerlo.
La tumba presenta una lápida con la inscripción:
"AQUÍ: YASE: EL: RREVEREN: GREGORIO: FE:

RNANDES: CANOCIGO DE SATIUSTE: CAPELLA: DE 

SUS: ALTESAS: EL: QUAL: TOVO: CARGO DESTE MO

NESTERIO: DESDE: Q SE: FUDO: FASTA: OY: Y: DEXO

EN EL: DHO: MONESTO: UNA : CAPELLANIA: DE V

EYTE: MILL: MIS DE CESOS: FINO PRIMERO DI

A: DEL MES DE DISIEBRE: D: M: D: XVIII: ANOS"

## Tradición
En Alcalá de Henares hay una costumbre singular, que se remonta al siglo XVI, tras la muerte del canónigo. Consiste en acariciar la nariz de la escultura que representa a Gregorio Fernández en su tumba, que actualmente se conserva en la Catedral Magistral de Alcalá de Henares, por las mujeres que desean casarse ("Jovencitas, si queréis un buen novio, debéis tocar la nariz a Gregorio").